# Transmisor de ondas
El transmisor de ondas es un precursor de los equipos de radio, desarrollado por Roberto Landell de Moura en la década de 1890, capaz de transmitir audio a través de ondas electromagnéticas, y su primera demostración pública documentada ocurrió el 16 de julio de 1899.

## Historia

### Antecedentes
Landell, después de teorizar sus dispositivos en Porto Alegre, comenzó sus investigaciones preliminares al llegar a São Paulo en 1893, con el objetivo de lograr la transmisión inalámbrica en distancias de entre 8 y 12 kilómetros, logrando buenos resultados, según un reportaje del New York Herald de 1902, en los primeros meses de trabajo.
El Almanaque Literario y Estadístico de 1903, reproduciendo un artículo del Correio do Povo, describió los siguientes inventos del Padre Landell que precedieron y apoyaron el desarrollo del Transmisor de Ondas: el telauxiophono, un teléfono con cable con telefonía ilimitada; el kaleophono, que también utiliza cables, pero para realizar una llamada es necesario «hacer oír el sonido articulado o instrumental»; el anematófono y el teletitón, teléfonos inalámbricos que, según el artículo, «revelan leyes completamente nuevas»; y el edífono, capaz de eliminar el ruido de transmisión. El término «telefonía inalámbrica» era el nombre que se le daba en aquel momento a la tecnología que se convertiría en la radio, ya que era una variante del teléfono con cable ya existente.
El 14 de junio de 1899, el Jornal do Commercio, reeditando un artículo de "El Diario Español", informó que Landell había logrado transmitir la voz humana a una distancia de más de siete mil metros, disponiendo de varios receptores separados unos metros entre sí para verificar la claridad de la transmisión, y que esta investigación ya llevaba varios años en marcha.

### Operación
- Wikisource contiene obras originales de o sobre O Teleforo (Jornal do Commercio).

El Transmisor de Ondas, originalmente llamado Gouradphone,  hecho a mano, utilizaba un micrófono electromecánico, inventado por Landell, capaz de recolectar, según Claudia Zaltrão, “ondas sonoras a través de una cámara de resonancia”, cuyo diafragma metálico “abría y cerraba el primario de una bobina de Ruhmkorff, e inducía en el secundario de esta bobina un alto voltaje que se irradiaba ya sea a través de una antena o a través de dos esferas de chispa”. Las dos esferas se llaman "interruptor fonético", que, cuando se exponen a las vibraciones de la voz humana, u otros sonidos, crean una serie de chispas eléctricas, o destellos de luz, que, al llegar al receptor, se hacen comprensibles a través de un teléfono, una lámpara o un dispositivo de código Morse. Sin embargo, la voz radiada no contenía las características del timbre del hablante, lo que requería entrenamiento para comprender el contenido de los mensajes. Sin embargo, la señal contenía muchos armónicos, lo que hacía posible detectarla en un amplio rango de frecuencias.
Según el equipo de Cientec, que replicó la invención, el "interruptor fonético" fue la verdadera innovación de Landell, pues las demás partes del equipo ya se conocían. Según un informe de A Federação de 1905, la transmisión de ondas de luz alcanzaría de 30 a 50 kilómetros y no tendría interferencias climáticas, ya que el haz de luz se modificaría tanto por la vibración mecánica como por las vibraciones eléctricas producidas por la voz.
El dispositivo también utilizaba ondas de radio y haces de luz, además de usar ondas continuas, con Landell abogando por el uso de ondas cortas para la comunicación a larga distancia, algo que Marconi solo reconoció como útil en 1916. D'Arisbo señala que el dispositivo para transmitir ondas de luz sería diferente de aquel para transmitir ondas electromagnéticas, mientras que la patente emitida en los EE. UU. explica que las vibraciones del interruptor fonético se transforman en ondas eléctricas y luminosas, con Bruscato explicando que el "teléfono" y el "telégrafo" inalámbricos son los que usaban haces de luz. El biógrafo Hamilton Almeida informa que Landell tardó más de 10 años en desarrollar su equipo, habiendo comenzado a desarrollar sus ideas alrededor de 1886, después de regresar de sus estudios en Roma. En esencia, Landell buscaba lograr una conexión punto a punto con ondas electromagnéticas, con el Transmisor de Ondas radiando información en todas direcciones. Haciendo una comparación entre los experimentos de Landell y Marconi, los investigadores César Augusto dos Santos y Otto Albuquerque lo explican de la siguiente manera:
Según Albuquerque, la patente de Landell de 1901 priorizaba la transmisión de voz mediante un sistema fotónico-electrónico, mientras que la de Marconi se centraba exclusivamente en la transmisión de señales en código Morse. Ambos investigadores coinciden en que Marconi y Landell realizaron experimentos similares, pero con enfoques diferentes. Santos explica que «el sacerdote-científico fue el primer radioaficionado en telegrafía vocal y el primer comunicador por radio, con contactos continuos dentro del país y en el extranjero».

### Manifestaciones públicas

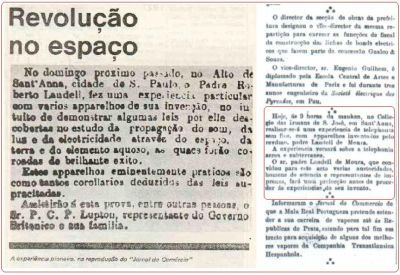
Ejemplos de las repercusiones en Jornal do Commercio.

El 16 de julio de 1899, en el Colegio de Santana, São Paulo, donde Landell era párroco, el equipo realizó su primera demostración pública, donde los sonidos de la voz humana y el Himno Nacional Brasileño se transmitieron inalámbricamente al Ponte das Bandeiras, a unos cuatro kilómetros de distancia. El experimento fue presenciado por varios miembros de la comunidad científica y la prensa, y fue reportado por varios periódicos brasileños, como O Commercio y Jornal do Commercio.
Ese día, Landell se reunió con representantes de la Compañía Telefónica, el Telégrafo Nacional, miembros de la prensa y otros en la cima de una colina de la calle Voluntários da Pátria, en el barrio de Santana, donde se encontraba el aula donde impartió la conferencia. Explicaron que su tecnología era diferente a la de Marconi. Finalmente, habló a través del equipo, cuyo receptor se encontraba a unos tres kilómetros de distancia, y los operadores respondieron con la transmisión del Himno Nacional interpretado en un gramófono. El experimento fue reportado por varios periódicos de Río de Janeiro y São Paulo. Sin embargo, según el biógrafo Hamilton Almeida, varios miembros de la prensa no comprendieron la importancia del evento, y la prensa de la época no publicó los resultados de los experimentos.
Un año después, el 3 de junio de 1900, Landell realizó su segundo experimento público, conectando el Colégio de Santana con la Avenida Paulista, una distancia de ocho kilómetros. El experimento fue presenciado, entre otros, por el empresario y cónsul británico Percy Charles Parmenter Lupton. Solo el Jornal do Commercio de Río de Janeiro informó sobre el experimento, de la siguiente manera: “'El domingo pasado, en la cima de Santana, en la ciudad de São Paulo, el padre Landell de Moura realizó un experimento privado con varios dispositivos de su invención. Con el objetivo de demostrar algunas leyes que descubrió en el estudio de la propagación del sonido, la luz y la electricidad a través del espacio, que fueron coronadas con un brillante éxito.' El 16 del mismo mes, el Jornal do Commercio publicó una carta en la que Landell presentaba sus dispositivos al cónsul británico y, si no encontraba a nadie que le ofreciera algún beneficio, los ofrecería al gobierno británico o a alguna institución universitaria. Según Almeida, las peticiones no fueron atendidas. A nivel internacional, los experimentos de 1899 y 1900 solo serían igualados por el canadiense Reginald Aubrey Fessenden, el 23 de diciembre de 1900.
Experiencias en disputa
Varios autores, como Fornari, primer biógrafo de Landell de Moura, afirman que el científico realizó experimentos de transmisión de voz entre 1893 y 1894, mientras que César dos Santos señala la falta de pruebas documentales de estos experimentos. Hamilton Almeida encontró informes posteriores, de las décadas de 1920 y 1930, publicados en Jornal da Manhã, União, Correio do Povo y en el libro Brazil Actual de Artur Dias, donde testigos relatan que otros experimentos ocurrieron entre 1890 y 1896, pero señala que solo los experimentos de 1899 y 1900 tienen evidencia concreta,  mientras que en la opinión de Ferraretto, solo la noticia del Jornal do Commercio del 10 de junio de 1900 sería más convincente, opinión compartida por Silva, Loguércio y Minuzzo, 2012, p. 89

### Eventos posteriores
- Wikisource contiene obras originales de o sobre Patente brasileira 3279.

El equipo estaba protegido por la patente brasileña n.º 3.279, del 9 de marzo de 1901, que establecía: «Con este dispositivo, se puede proyectar la voz a través del espacio a distancias muy regulares. Funciona con sol, lluvia, clima húmedo y niebla espesa, así como con viento en contra si se utilizan placas automáticas, y en estos dos últimos casos, la distancia que puede alcanzar es verdaderamente prodigiosa. En el mar, cuando hay niebla, y en regiones tranquilas, este dispositivo puede proporcionar un muy buen servicio». Jules Geraud, Leclerc & Cia. firmó el documento como sus representantes. En opinión de Almeida, este documento puede considerarse el «certificado de nacimiento de la radio», considerando que Fessender solo registró algo similar, Patente USPTO n.º 706742: «Wireless signaling», el 8 de marzo de 1904.
El 14 de junio de 1901, Landell embarcó en el vapor Piemonte con destino a Europa, desde donde prosiguió su viaje a Estados Unidos, donde pretendió patentar sus inventos, debiendo presentar pruebas del funcionamiento de sus teorías, considerando que los originales habían sido destruidos en un ataque de "fanáticos religiosos". A pesar de ello, las patentes se publicaron sin el sello de ningún modelo.
Estableció su oficina de física en Nueva York y luego presentó su primera solicitud de patente ante la United States Patent Office el 4 de octubre de 1901. Durante su estancia en los EE. UU., tuvo que cambiar la descripción de su patente varias veces debido a los requisitos de la USPO.
- Wikisource contiene obras originales de o sobre United States Patent 771917.

En 1904, recibió tres patentes, siendo la del transmisor de ondas la patente n.° 771.917. Según los técnicos estadounidenses que analizaron su investigación durante el proceso de concesión de la patente, su sistema de transmisión inalámbrica era superior a cualquier otro desarrollado previamente, y que, en lo que respecta a la radiotelefonía en sí, él era «el descubridor y creador de los principios en los que se basa». Cuando se hizo pública la noticia de sus patentes, varios empresarios se ofrecieron a comprar los derechos, pero Landell se negó, declarando: «Los inventos ya no me pertenecen. Por la gracia de Dios, solo soy su custodio. Los llevaré a mi tierra natal, Brasil, donde nos corresponde entregarlos a la humanidad».

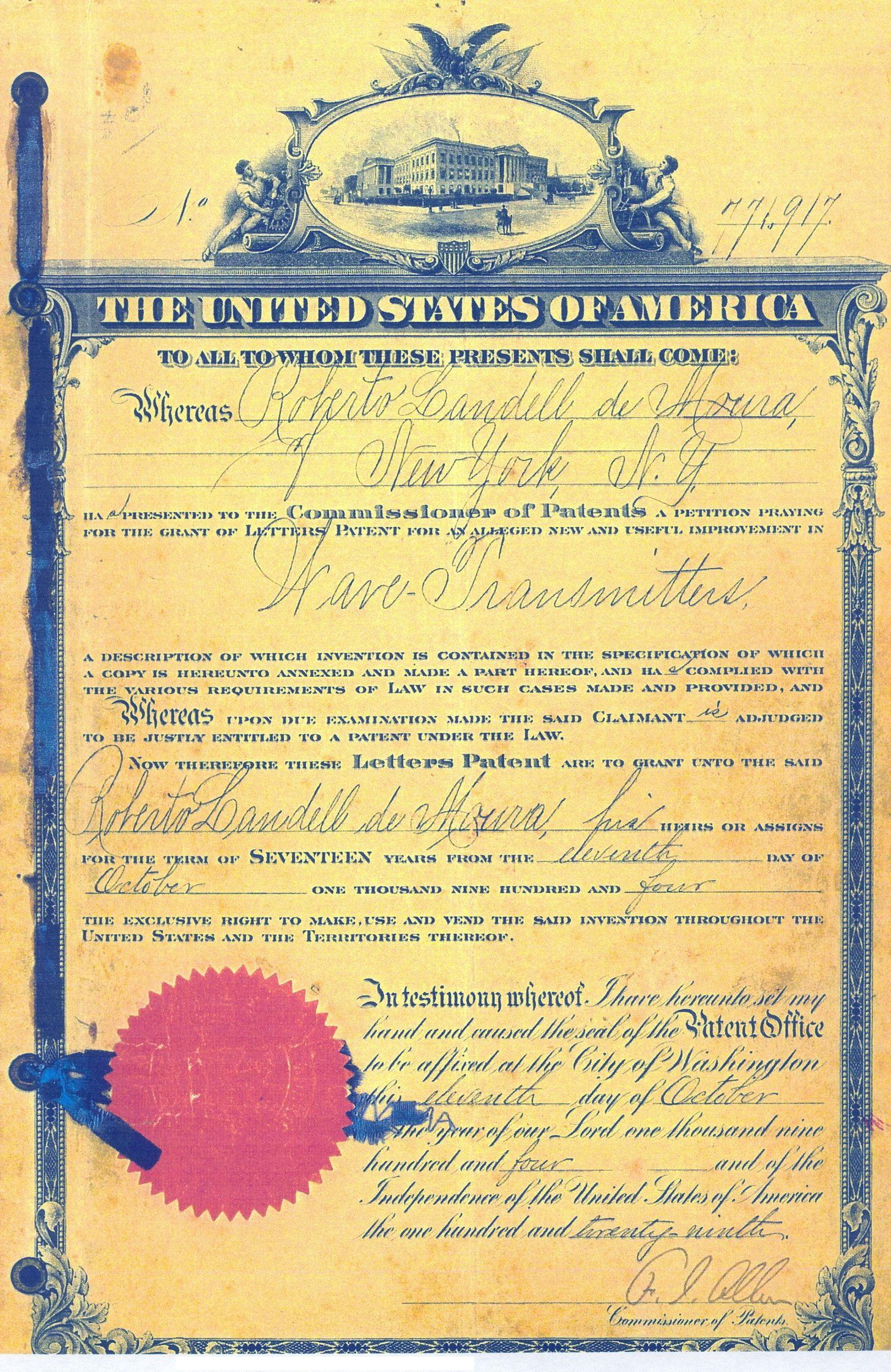
Certificado de patente de EE. UU.

A finales de 1904, tuvo que regresar a Brasil, con una deuda de 4.000 dólares, con la esperanza de regresar pronto a Nueva York y, según Ernani Fornari, patentar otros seis inventos, pero tuvo que abandonar sus planes. Buscó el apoyo del Gobierno Federal para demostrar su equipo en alta mar. Sin embargo, al reunirse con un representante del gobierno, afirmó que los barcos podrían estar a cualquier distancia entre sí, incluso sugiriendo la posibilidad de comunicación interplanetaria, lo cual no fue bien recibido por el funcionario. También buscó el apoyo de la Asamblea Legislativa de São Paulo para financiar la comercialización de su invento, sin éxito. Según Alencar, tras la negativa del Gobierno Federal, Landell destruyó sus experimentos y abandonó la investigación científica. Después de estos acontecimientos, el gobierno federal comenzó a invertir en radiotelegrafía para las Fuerzas Armadas.

#### Legado
Desde la década de 1930, diversas iniciativas en los medios intentaron resaltar el papel pionero del Padre Landell en su oposición a Marconi. El libro "El increíble Padre Landell de Moura", escrito por Ernani Fornari y publicado en 1960, generó un notable interés público sobre este asunto en el momento de su lanzamiento.
En la década de 1980, un equipo de trabajo de Telebrás, al examinar las patentes otorgadas por los Estados Unidos, determinó que Landell fue el pionero en llevar a cabo transmisiones de onda continua, empleando una válvula similar a la válvula de tres electrodos que fue patentada por Lee De Forest en 1907. Al mismo tiempo, Edson Benedicto Ramos Féris, quien en ese momento era ingeniero en el Centro de Investigación y Desarrollo de Telebrás y profesor en la USP, explicó, tras analizar las patentes, que el sistema de luz empleado por Landell fue un precursor de la fibra óptica, dado que, a pesar de las diferencias, ambos se fundamentan en el mismo principio. Al hablar de la importancia de estas patentes, Hamilton Almeida, en un libro de 1983, afirma que “el transmisor de ondas patentado por el Padre Landell en los Estados Unidos es el precursor de la radio”.
En relación con los experimentos de Landell, en 1993, la obra italiana "Tu Pequeña Scatola... La Radio: Cosas, Cosas, Personas", de Laura De Luca y Walter Lobina, sostiene que llevó a cabo la "primera transmisión de radio documentada. La ciudad de São Paulo fue testigo de la emisión y recepción de ondas electromagnéticas y luminosas. La radio surgió, pero nadie lo notó." Según la perspectiva de los autores, la radio no halló un contexto en el que pudiera prosperar en Brasil. Según el profesor Luiz Artur Ferraretto, de la UFRGS, con los experimentos de 1899 y 1900, "el Padre Landell se acercó a lo que, más de una década después, se llamó radiodifusión". Sin embargo, como reconoce Claudia Zaltrão, el nombre de Landell y su obra siguen olvidados en su propio país y en el extranjero, mientras que Almeida señala que en vida, la invención de Landell recibió el reconocimiento de los inventores en los EE. UU.
Réplicas
En 1984, Cientec, ubicado en Rio Grande del Sur, presentó una réplica funcional del Transmisor de Ondas, después de tres meses de trabajo del ingeniero Antonio Carlos Solano y los técnicos José Clóvis Totel y Antônio Felipe Pepe. Una de las numerosas dificultades que enfrentaron fue entender la escala del dispositivo y los materiales empleados en su construcción. El 7 de septiembre de ese año, al finalizar la Semana de la Independencia, la réplica fue presentada al público en un evento donde el gobernador Jair Soares pronunció las palabras "Porto Alegre". En 2004, Marco Aurélio Cardoso Moura llevó a cabo otra réplica funcional, tras dos años de trabajo.
La réplica de 1984 tenía un alcance de hasta 50 metros en un amplio rango de frecuencias, incluyendo FM. Ferraretto señaló que en la época de Landell el resultado habría sido mejor debido a la ausencia de interferencias externas. Sin embargo, tenía dificultades para reproducir la entonación de la voz humana, lo que llevó a Landell a sugerir una palabra clave para una mejor comunicación. La réplica de 2004 tenía mejor recepción en ondas medias, alrededor de 540 kHz, y también reconocía FM; por lo demás, el rendimiento era similar al de la réplica de 1984.